# Liste des évêques de Civitavecchia-Tarquinia
Cette liste recense les évêques qui se sont succédé sur le siège de Civitavecchia et sur celui de Tarquinia. Le diocèse de Civitavecchia est supprimé au XIe siècle ; il est restauré et uni en 1825 au diocèse suburbicaire de Porto-Santa Rufina. Le diocèse de Tarquinia est restauré en 1435 sous le nom de Corneto et unit au diocèse de Montefiascone. En 1854, Pie IX supprime l'union de Montefiascone avec Porto-Santa Rufina et unit aeque principaliter les diocèses de Corneto et de Civitavecchia. En 1872, la ville de Corneto reprend le nom de Tarquinia et le diocèse de Corneto change de nom pour devenir le diocèse de Tarquinia. En 1986, les diocèses de Tarquinia et de Civitavecchia sont pleinement unis ce qui conduit à la naissance du diocèse de Civitavecchia-Tarquinia.

## Évêques de Civitavecchia
- Epitetto Ier (mentionné en 314)
  - Epitetto II (356-359), évêque arien
- Pascasio (mentionné en 487)
- Molensio (495-499)
- Caroso (mentionné en 531)
- Lorenzo (mentionné en 559)
- Domenico Ier (590-595)
- Martino (mentionné en 649)
- Stefano (mentionné en 769)
- Pietro Ier (mentionné en 826)
- Domenico II (853-861)
- Valentino (mentionné en 940)
- Pietro II (mentionné en 1015)
- Azzo (1036-1050)
- Riccardo (mentionné en 1093)
  - Siège supprimé XIe siècle-1825
  - Siège restauré et uni au diocèse suburbicaire de Porto-Santa Rufina (1825-1854)

## Évêques de Tarquinia
- Apuleio (mentionné en 465)
- Proiettizio (mentionné en 487)
- Luciano (495-499)
  - Siège supprimé
  - Siège restauré sous le nom de Corneto et uni au diocèse de Montefiascone (1435-1854)

## Évêques de Montefiascone et Corneto
- Pier Giovanni Dall'Orto (1435-1438), nommé évêque de Massa et Populonia 
  - Valentino (1438), évêque élu
- Bartolomeo Vitelleschi (1438-1442)
- Francesco Marerio (1442-1449)
- Bartolomeo Vitelleschi (1449-1463), pour la seconde fois
- Angelo Vitelleschi (1464-1467)
- Gisberto Tolomei (1467-1479)
- Domenico della Rovere (1479-1491),
- Serafino Panuflazio (1491-1496)
- Giovanni Tolomei (1496-1499)
- Alessandro Farnese (1499-1519), élu pape sous le nom de Paul III
  - Lorenzo Pucci (1519-1519), administrateur apostolique
  - Ranuccio Farnese (1519-1528), administrateur apostolique
  - Guido Ascanio Sforza (1528-1548), administrateur apostolique
- Ubaldino Bandinelli (1548-1550)
- Guido Ascanio Sforza di Santa Fiora (1550-1551), administrateur apostolique pour la seconde fois
- Achille Grassi (1551-1553)
  - Guido Ascanio Sforza (1553-1555), administrateur apostolique pour la troisième fois
- Carlo Grassi (1555-1571)
- Alexandre Farnèse (1571-1572), administrateur apostolique
- Ferdinando Farnese (1572-1573), nommé évêque de Parme
- Francesco Guinigi (1573-1578)
- Vincenzo Fucheri (1578-1580)
- Girolamo Bentivoglio (1580-1601)
- Paolo Emilio Zacchia (1601-1605)
- Laudivio Zacchia (1605-1630)
- Gasparo Cecchinelli (1630-1666)
- Paluzzo Paluzzi Altieri Degli Albertoni (1666-1670), nommé archevêque de Ravenne
- Domenico Massimo (1671-1685)
- Marcantonio Barbarigo (1687-1706)
- Sebastiano Pompeo Bonaventura (1706-1734)
- Pompeio Aldrovandi (1734-1752)
- Saverio Giustiniani (1754-1771)
- Francesco Maria Banditi, C.R (1772-1775)
- Giuseppe Garampi (1776-1792)
- Jean-Siffrein Maury (1794-1816)
  - Siège vacant (1816-1819)
- Bonaventura Gazola, O.F.M.Ref (1820-1832)
- Giuseppe Maria Velzi, O.P (1832-1836)
- Gabriele Ferretti (1837-1837), nommé archevêque de Fermo
- Filippo de Angelis (1838-1842), nommé archevêque de Fermo
- Nicola Mattei Baldini (1842-1843)
- Niccola Clarelli Parracciani (1844-1854)

## Évêques de Corneto (Tarquinia), et Civitavecchia
- Camillo Bisleti (1854-1868)
- Francesco Gandolfi (1868-1882)
- Angelo Rossi (1882-1906)
- Giovanni Beda Cardinale, O.S.B (1907-1910), nommé délégué apostolique de l'archidiocèse de Pérouse
- Pacifico Fiorani (1910-1917), nommé évêque d'Osimo et Cingoli
- Luca Piergiovanni (1917-1925)
- Emilio Cottafavi (1926-1931)
- Luigi Drago (1932-1944)
- Giulio Bianconi (1945-1976)
- Antonio Mazza (1976-1983), nommé évêque de Plaisance
- Girolamo Grillo (1983-1986), nommé évêque de Civitavecchia-Tarquinia

## Évêque de Civitavecchia-Tarquinia
- Girolamo Grillo (1986-2006)
- Carlo Chenis, S.D.B (2006-2010)
- Luigi Marrucci (2010-2020)
- Gianrico Ruzza (it), depuis 2020

## Sources
- Catholic-Hierarchy

- (it) Cet article est partiellement ou en totalité issu de l’article de Wikipédia en italien intitulé « Diocesi di Civitavecchia-Tarquinia » (voir la liste des auteurs).